# Atiak
Atiak (auch Attiak oder Attiack) ist ein Flüchtlingslager nördlich der Stadt Gulu im Norden Ugandas, das seit etwa 1997 besteht.
Bei dem Atiak-Massaker am 20. April 1995 erschossen LRA-Kämpfer etwa 300 Zivilisten.
Die ungefähr 26.000 Einwohner (Stand: 2007), die vor der Lord’s Resistance Army geflohen sind, sind von Lebensmittellieferungen mildtätiger Organisationen abhängig.
In Atiak befindet sich eine Poliklinik, die für einen Einzugsbereich von 100.000 Personen ausgelegt ist. Einem Bericht des ugandischen Gesundheitsministeriums von Dezember 2006 zufolge mangelt es dieser Poliklinik noch an der erforderlichen Ausstattung. Die internationale Hilfsorganisation Médecins sans frontières unterstützt mit ihren nationalen Sektionen die medizinische Arbeit in Atiak.
Die Zeit berichtete im Dezember 2007 über einen Besuch Wolfgang Niedeckens in Atiak.